# 哲学者サッカー
『哲学者サッカー』（てつがくしゃサッカー、英: The Philosophers' Football Match / Philosophers Football、独: Internationale Philosphie - Rückspiel）は、イギリスのコメディ・グループであるモンティ・パイソンのスケッチ・コメディー。このスケッチは『空飛ぶモンティ・パイソン ドイツ版』（1972年）の第2作の一部として放送され、後には『モンティ・パイソン・ライブ・アット・ザ・ハリウッド・ボウル』（1982年）の中でも流用された。また、このスケッチは『ベスト・オブ・モンティ・パイソン』にも収録されている。

## 概要
1972年ミュンヘンオリンピックの際にミュンヘン・オリンピアシュタディオンにおいて、ギリシャとドイツを代表する哲学者たちの間でサッカーの試合が行なわれた、という設定で展開される。おもな登場人物（役者）は、アルキメデス（ジョン・クリーズ）、ソクラテス（エリック・アイドル）、ヘーゲル（グレアム・チャップマン）、ニーチェ（マイケル・ペイリン）、マルクス（テリー・ジョーンズ）、カント（テリー・ギリアム）であった
。
主審（レフェリー）は孔子で、砂時計で時間を計る。トマス・アクィナスと聖アウグスティヌス（光輪を頭上に載せている）が線審（副審）を務める
。
ドイツ・チームの監督はマルティン・ルターである。試合が始まると、哲学者たちはピッチ上で輪を描くように歩きながら自説を考える
。ドイツ・チームに「驚きの大抜擢」で加えられたサッカー選手のフランツ・ベッケンバウアーは少なからずピッチ上で当惑する。
このスケッチの撮影はミュンヘンのグリュンヴァルダー・シュタディオンで行なわれた
。

## 展開
試合が開始されるが、選手達は皆、哲学的思想に没頭しボールに触ろうとはしない。そんな中、ニーチェは、主審である孔子に対し「論語には自由意志が無い」と主張し、イエローカードを受ける。孔子は「名を書に残す」と応じる。試合が進まないため、途中で放送はレスリングの中継へと切り替わる（間に別のスケッチ：『1人レスリング』が挿入される）。後半に入り、ルートヴィヒ・ウィトゲンシュタインに代わってカール・マルクスが投入されるが、ゲームの進捗のためには何も寄与しない。
試合終了まで残り1分という時間帯になり、アルキメデスが「Eureka !（分かったぞ！）」と叫ぶと、走り出し初めてボールを蹴りドイツ側のゴールに向かう。これに応じて他のギリシア哲学者たちもドイツ陣内へと迫る。この試合唯一の得点は、アルキメデスが上げたクロスボールにソクラテスが飛び込みヘディングで決めたものだった。
スケッチの終幕ではドイツ側が判定に抗議する。ヘーゲルが、現実は非自然的倫理のアプリオリな付属物に過ぎない、と主張し、カントが、定言命法により存在論的には現実は想像の内にしか存在し得ない、との説を譲らず弁じる中で、マルクスがオフサイドをアピールするが、主審の孔子は取り合わない。しかしスローモーション再生の結果、1990年まで有効であったルールに則って、ソクラテスがオフサイドであったことが明らかにされる。

## 試合
| ギリシャ        | 1–0      | ドイツ |
| --------------- | -------- | ------ |
| ソクラテス 89分 | レポート |        |

## 登場人物
スケッチの中では、古代ギリシアの哲学者たちの名もドイツ語における綴りで表示されていた。なお、ドイツ代表のウィトゲンシュタインは、オーストリア人である。
| ドイツ代表                                                      | ギリシャ代表               |
| --------------------------------------------------------------- | -------------------------- |
| マルティン・ルター（監督）                                      | 不明（監督）               |
| ゴットフリート・ライプニッツ（ゴールキーパー）                  | プラトン（ゴールキーパー） |
| イマヌエル・カント                                              | エピクテトス               |
| ゲオルク・ヴィルヘルム・フリードリヒ・ヘーゲル（キャプテン）    | アリストテレス             |
| アルトゥル・ショーペンハウアー                                  | ソポクレス                 |
| フリードリヒ・シェリング                                        | アクラガスのエンペドクレス |
| フランツ・ベッケンバウアー（サッカー選手）                      | プロティノス               |
| カール・ヤスパース                                              | エピクロス                 |
| カール・シュレーゲル                                            | ヘラクレイトス             |
| ルートヴィヒ・ウィトゲンシュタイン（後半でマルクスと交代退場）  | デモクリトス               |
| フリードリヒ・ニーチェ                                          | ソクラテス（キャプテン）   |
| マルティン・ハイデッガー                                        | アルキメデス               |
| カール・マルクス （補欠、後半でウィトゲンシュタインと交代投入） |                            |

審判団
- 主審 - 孔子
- 副審（線審） - トマス・アクィナス、聖アウグスティヌス

## 2010年の哲学サッカー
この有名なスケッチにインスピレーションを受け、また、その時点で存命だったモンティ・パイソンメンバーの全面協力を得て、2010年5月9日にロンドン北部にあるウィンゲート・アンド・フィンチリーFCの本拠地ザ・ハリー・エイブラハム・スタジアム（英: The Harry Abrahams Stadium）で、「哲学者サッカー」を記念する再現戦が行なわれた。
原作をロンドンの実際のサッカー場で再演するという遊び心に満ちた企画は、小学生たちの教育にあたる団体であるザ・フィロソフィー・ショップ（英: The Philosophy Shop）が発案したものであった。この団体は、子どもたちの論理的に考える能力を学校教育の初期段階から広げる取り組みのひとつとして、大学で哲学を専攻した卒業者に、5歳から11歳までの子どもたちを対象に実践的に哲学を教える機会を与えている。
この行事の監督には、哲学者のA・C・グレイリングと、元イングランド代表監督グレアム・テイラーが任命された。また、競技（上演）には、マーク・スティール、トニー・ホークス、アーサー・スミス、アリアン・シェリンといったコメディアンたちに加え、ジュリアン・バジーニ、ナイジェル・ウォーバートン、サイモン・グレンディニング、スティーヴン・ロー、アンジー・ホッブス、マーク・ヴァーノンといった哲学者たち、さらにはイギリス全国の大学から参加した学者たちが加わった。この試合のサポーターたちの中には、BBC Radio 4 の番組『Thinking Allowed』のプレゼンターである社会学者ローリー・テイラーや、BBCのジョン・ハンフリーズ、教育者で作家のアンソニー・シェルドンらも加わっていた。